# فوفي سانتوري
فوفي سانتوري (بالإسبانية: José Santori Coll) مواليد 7 مايو 1932 في سان خوان، هو مدرب كرة سلة بورتوريكي ولاعب معتزل. بدأ مسيرته الاحترافية في سنة 1957. مثّل منتخب بلاده. شارك في دورة الألعاب الأولمبية الصيفية سنة 1960. اعتزل اللعب في 1961.

## روابط خارجية
- فوفي سانتوري على موقع سبورتس رفرنس (الإنجليزية)
- فوفي سانتوري على موقع أوليمبيديا (الإنجليزية)